# UDF 423

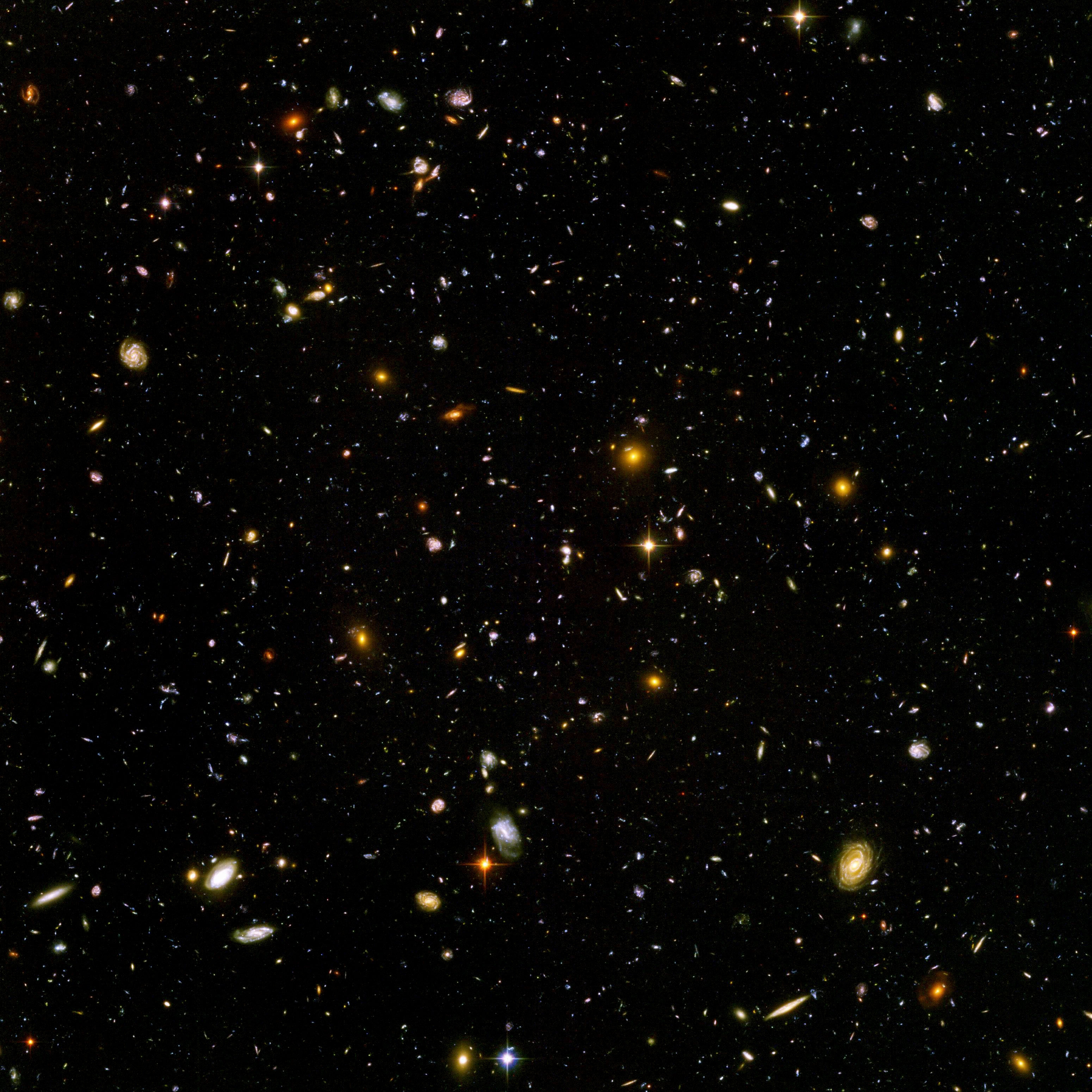
Campo Ultra Profundo del Hubble. UDF 423 se puede observar abajo a la derecha de la imagen.

UDF 423 es una galaxia espiral situada en la constelación de Fornax a unos 10 mil millones de al. Posee una magnitud aparente de 20.
Aparece como una de las galaxias más brillantes y grandes del Campo Ultra Profundo del Hubble.[1]